# Hakata-ku
Hakata (博多区, Hakata-ku) est l'un des sept arrondissements de la ville de Fukuoka au Japon. Il est situé dans l'est de la ville.

## Géographie

### Démographie
En 2016, sa population est de 229 239 habitants pour une superficie de 31,63 km2, ce qui fait une densité de population de 7 250 hab./km2.

## Histoire
L'arrondissement a été créé en 1972 lorsque Fukuoka est devenue une ville désignée par ordonnance gouvernementale. Il correspond à l'ancienne ville de Hakata qui a fusionné avec Fukuoka en 1889.

## Lieux notables
- Hakata-za
- Kushida-jinja
- Sumiyoshi-jinja
- Shōfuku-ji
- Tōchō-ji
- Jōten-ji
- Sōfuku-ji

## Transport publics

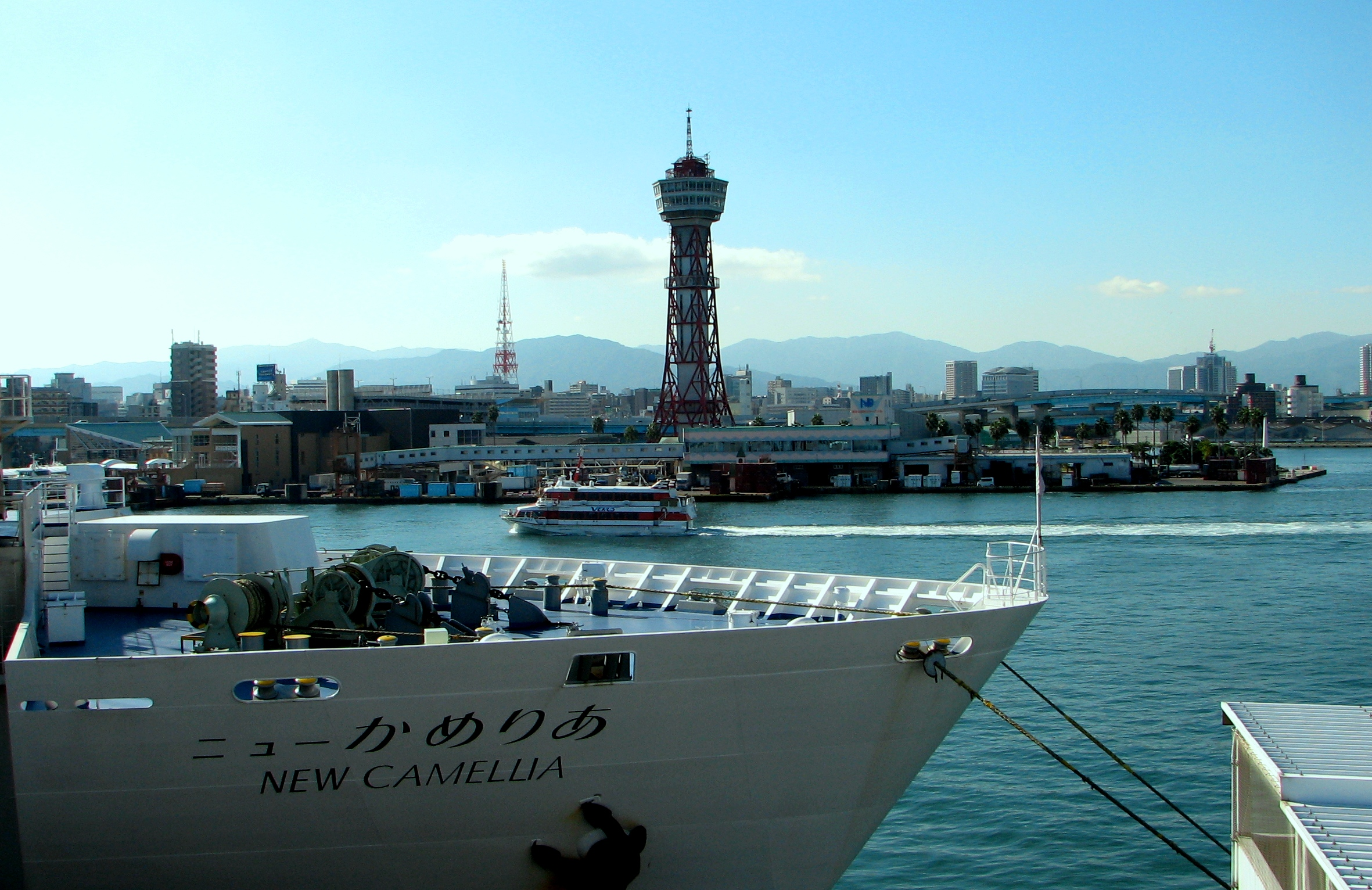
Le port de Hakata.

### Aérien
L'aéroport de Fukuoka se trouve dans l'arrondissement.

### Ferroviaire
La gare de Hakata est la principale gare de Fukuoka. Elle est desservie par les lignes Shinkansen Kyūshū et Sanyō, la ligne Kagoshima de la JR Kyushu et la ligne Kūkō du métro de Fukuoka. L'arrondissement est également desservi par la ligne Tenjin Ōmuta de la compagnie Nishitetsu, la ligne Sasaguri de la JR Kyushu et la ligne Hakozaki du métro.

### Maritime
Le port de Hakata est un des ports naturels les plus anciens du Japon. C'est aujourd'hui un port de taille moyenne à l'échelle du Japon. Il comprend différents terminaux spécialisés, comme pour les conteneurs, les voitures et matériels roulants, les produits réfrigérés, les matières premières en vrac, les navires de croisières qui y font escale par différents transporteurs maritimes offrant des relations avec de nombreux pays.

## Culture
Tokyo Express (Ten to sen), un des plus célèbres romans policiers de l'écrivain japonais Seichō Matsumoto se déroule en partie à Hakata et à la gare de Hakata.